# Green Green
Green Green (jap. グリーングリーン, Gurīn Gurīn) ist eine Erogē-Ren’ai-Adventure-Reihe von Groover.

## Veröffentlichungen
Der erste Teil kam am 5. Oktober 2001 auf CD und am 22. März 2002 auf DVD heraus. Am 24. April 2004 wurden die zwei PlayStation-2-Portierungen Kanenone Dynamic (鐘ノ音ダイナミック, Kanenone Dainamikku) und Kanenone Romantic (鐘ノ音ロマンティック, Kanenone Romantikku) veröffentlicht. Diese unterschieden sich von der PC-Version dahingehend, dass die Sexszenen entfernt und je zwei neue Mädchen (damit insgesamt vier neue) hinzugefügt wurden.
Am 29. Oktober 2004 kam Green Green 2: Koi no Special Summer (グリーングリーン２ 恋のスペシャルサマー, Gurīn Gurīn 2: Koi no supesharu samā, dt. Green Green 2: Der besondere Sommer der Liebe) und am 5. August 2005 Green Green 3: Hello Goodbye (グリーングリーン３ ハローグッバイ, Gurīn Gurīn 3: Harō gubbai, dt. Green Green 3: Hallo und Tschüss) heraus.
Am 24. Februar 2006 wurde Kanenone Dynatic (鐘ノ音ダイナティック, Kanenone Dainatikku) für den PC veröffentlicht. Dieses Spiel beinhaltet die vier zusätzlichen Mädchen der PlayStation-2-Versionen des ersten Teils, ohne auf die Sexszenen zu verzichten.

## Handlung des 1. Teils
Green Green spielt in einem in ländlicher Umgebung gelegenen und somit isolierten Jungeninternat, der Schule Kanenone Gakuen (鐘ノ音学園, dt. „Schule des Klangs der Glocke“). Da sich im Umkreis vieler Kilometer nicht ein weibliches Wesen befindet, wird die Schule als das „letzte verbleibende Paradies für die Männer dieser Erde“ beworben. Nach einem Beschluss soll diese Schule aber in eine gemischte Schule umgewandelt werden und so hat die Leitung von Kanenone Kontakt mit einem Mädcheninternat aufgenommen, um dieses Ziel erreichen zu können. Dies erhitzt die Gemüter der von Hormonen getriebenen und unter „Mädchen-Entzug“ leidenden Jungen von Kanenone übermäßig. Es entscheiden sich beide Schulen dazu, einen Test durchzuführen, indem sie die Mädchen für einige Wochen nach Kanenone schicken, um herauszufinden, wie die Schüler miteinander zurechtkommen.
Yūsuke Takazaki (高崎 祐介, Takazaki Yūsuke), der Hauptcharakter der Serie, hat alle Hände damit zu tun, seine von „perversen Gedanken“ getriebenen Zimmerkameraden unter Kontrolle zu halten, was ihm allerdings selten gelingt. Seine Zimmergenossen bestehen aus dem dicken Perversling Tadatomo Ijūin (伊集院 忠知, Ijūin Tadatomo), meist Bacchi-Gū (バッチグー) genannt, Hikaru Ichiban-Boshi (一番星 光, Ichiban-Boshi Hikaru), einem selbst ernannten Frauenschwarm, und Taizō Tenjin (天神 泰三, Tenjin Taizō), einem großen, sanftmütigen Kerl, der aber einen „Kleine-Schwester-Komplex“ hat.
Als der Bus mit den Mädchen ankommt, während die Jungen schon mit dem Fernglas auf dem Dach der Schule danach Ausschau halten, verursacht ausgerechnet ein Mädchen namens Midori Chitose (千歳 みどり, Chitose Midori) den ersten Zwischenfall, indem sie sich überglücklich auf den verwirrten Yūsuke stürzt und bereits seinen Namen kennt. Wie sich später herausstellt, kennt sie ihn bereits aus einem früheren Leben, in dem sie und Yūsuke sich versprochen haben, sich in einem anderen Leben glücklich bis in alle Ewigkeit zu lieben. Auslöser dafür war eine verbotene Beziehung, durch die sich ihre Wege im früheren Leben trennten. Er selbst kann sich daran allerdings nicht erinnern.
Der Verlauf der Handlung konzentriert sich nun hauptsächlich auf die Beziehung zwischen Midori und Yūsuke, der aber immer wieder in die Eskapaden seiner Zimmerkameraden hineingezogen wird und sich nicht richtig mit dem Gedanken anfreunden kann, dass Midori ihm ständig hinterherrennt.

## Adaptionen

### Anime
Im Jahr 2002 wurde ein Anime-OVA von Green Green produziert. Die Grundlage der Handlung ist die gleiche, allerdings wurde hier die Handlung ins Gegenteil verkehrt, die Jungen besuchen also die Mädchen.
Im Jahr 2003 folgte eine 12-teilige Fernsehserie von Studio Matrix unter der Leitung von Chisaku Matsumoto und Yuji Muto, die auf Chiba TV, TV Saitama, Sun TV und einige Tage später auf TV Kanagawa ausgestrahlt wurde. Für das Charakter-Design war Kiyotaka Nakahara verantwortlich.
Im Anschluss zur Serie wurde 2004 eine OVA mit dem Titel Green Green: Erolutions (グリーングリーンエロリューションズ, Gurīn Gurīn Eroryūshonzu) veröffentlicht, die die Serie um eine dreizehnte Folge ergänzt. Aufgrund der Sexszenen zwischen Yūsuke und Midori sowie zwischen Yūsuke und Futaba wurde diese Ab-18-Folge in den USA nicht veröffentlicht.
Des Weiteren wurden noch drei OVAs unter dem Titel Green Green Character DVDs in Japan herausgegeben. Diese beinhalten jeweils acht bis zehn Minuten lange Yuri-Geschichten, welche sexuelle oder nudistische Szenen der jeweilig im Titel („Sanae & Wakaba“, „Futaba & Chigusa“, „Midori & Reika“) erwähnten Figuren enthalten, ein Musikvideo zu jedem Charakter und Bonusmaterial, was eine Laufzeit von jeweils 33 bis 38 Minuten ergibt.

### Romane
Zwischen 2002 und 2004 erschienen 4 Light Novels zu Green Green. Zwei wurden von Noboru Yamaguchi und zwei von Yoshikazu Kuwashima geschrieben.